# المغرب في الألعاب البارالمبية الصيفية 2000
شارك المغرب في الألعاب البارالمبية الصيفية 2000 والتي أقيمت في سيدني بأستراليا.